# 将棋棋士とコンピュータの対局一覧
将棋棋士とコンピュータの対局一覧（しょうぎきしとコンピュータのたいきょくいちらん）は、将棋棋士とコンピュータによる対局と、その勝敗の一覧である。

## 一覧
- 棋士の肩書きは対局当時のもの。

| 日付                          | イベント                                        | 棋士             | プログラム       | 手合割   | 勝者         | 備考                             |
| ----------------------------- | ----------------------------------------------- | ---------------- | ---------------- | -------- | ------------ | -------------------------------- |
| 1976年                        | 情報化週間                                      | 米長邦雄八段     | 早大のプログラム | 不明     | 棋士         | 会場:池袋東武百貨店              |
| 1996年9月20日                 | ゲームプログラミング・ワークショップ            | 飯田弘之五段     | 柿木将棋         | 六枚落ち | 棋士         |                                  |
| 1996年9月20日                 | ゲームプログラミング・ワークショップ            | 飯田弘之五段     | 柿木将棋         | 六枚落ち | コンピュータ |                                  |
| 1996年9月20日                 | ゲームプログラミング・ワークショップ            | 飯田弘之五段     | 森田将棋         | 六枚落ち | コンピュータ |                                  |
| 1998年9月14日                 | 応用数理学会                                    | 飯田弘之五段     | YSS              | 四枚落ち | 無し         | 指し掛け                         |
| 1998年9月14日                 | 応用数理学会                                    | 飯田弘之五段     | IS将棋           | 四枚落ち | 棋士         |                                  |
| 1998年9月14日                 | 応用数理学会                                    | 飯田弘之五段     | 柿木将棋         | 四枚落ち | 棋士         |                                  |
| 1999年8月4日                  | コンピュータは将棋を超えられるか                | 島朗八段         | 柿木将棋         | 平手     | 棋士         |                                  |
| 2003年5月5日                  | 第13回世界コンピュータ将棋選手権 エキシビジョン | 勝又清和五段     | IS将棋           | 二枚落ち | コンピュータ |                                  |
| 2004年5月4日                  | 第14回世界コンピュータ将棋選手権 エキシビジョン | 勝又清和五段     | YSS              | 飛車落ち | コンピュータ |                                  |
| 2004年8月11,18日              | COM3強vsA級棋士 指し込み3面指し                 | 鈴木大介八段     | YSS              | 飛車落ち | 棋士         |                                  |
| 2004年8月11,18日              | COM3強vsA級棋士 指し込み3面指し                 | 鈴木大介八段     | 激指             | 飛車落ち | 棋士         |                                  |
| 2004年8月11,18日              | COM3強vsA級棋士 指し込み3面指し                 | 鈴木大介八段     | IS将棋           | 飛車落ち | コンピュータ |                                  |
| 2004年8月25日                 | COM3強vsA級棋士 指し込み3面指し                 | 鈴木大介八段     | YSS              | 二枚落ち | 棋士         |                                  |
| 2004年8月25日                 | COM3強vsA級棋士 指し込み3面指し                 | 鈴木大介八段     | 激指             | 二枚落ち | コンピュータ |                                  |
| 2004年9月1日                  | COM3強vsA級棋士 指し込み3面指し                 | 鈴木大介八段     | IS将棋           | 角落ち   | 棋士         |                                  |
| 2005年5月5日                  | 第15回世界コンピュータ将棋選手権 エキシビジョン | 勝又清和五段     | 激指             | 角落ち   | コンピュータ |                                  |
| 2005年9月18日                 | 第29回北國王将杯争奪将棋大会                    | 橋本崇載五段     | TACOS            | 平手     | 棋士         |                                  |
| 2005年10月23日                | 第3回国際将棋フォーラム                         | 森内俊之名人     | YSS              | 角落ち   | 棋士         |                                  |
| 2005年10月                    | 渡辺竜王と木村七段、激指と戦う!                 | 渡辺明竜王       | 激指             | 角落ち   | 棋士         |                                  |
| 2005年10月                    | 渡辺竜王と木村七段、激指と戦う!                 | 木村一基七段     | 激指             | 角落ち   | コンピュータ |                                  |
| 2007年3月21日                 | 大和証券杯特別対局                              | 渡辺明竜王       | Bonanza          | 平手     | 棋士         |                                  |
| 2010年10月11日                | 情報処理学会の50周年記念 「あから2010」         | 清水女流王将     | あから2010       | 平手     | コンピュータ | 会場：東大本郷。女流棋士に初勝利 |
| 2012年10月11日                | 第1回将棋電王戦                                 | 米長邦雄永世棋聖 | ボンクラーズ     | 平手     | コンピュータ | 引退棋士に初勝利                 |
| 2013年3月23日                 | 第2回将棋電王戦                                 | 阿部光瑠四段     | 習甦             | 平手     | 棋士         |                                  |
| 2013年3月30日                 | 第2回将棋電王戦                                 | 佐藤慎一四段     | ponanza          | 平手     | コンピュータ | 平手で現役棋士に初勝利           |
| 2013年4月6日                  | 第2回将棋電王戦                                 | 船江恒平五段     | ツツカナ         | 平手     | コンピュータ |                                  |
| 2013年4月13日                 | 第2回将棋電王戦                                 | 塚田泰明九段     | Puella α         | 平手     | 無し         | 持将棋                           |
| 2013年4月20日                 | 第2回将棋電王戦                                 | 三浦弘行八段     | GPS将棋          | 平手     | コンピュータ | タイトル経験者の現役棋士に初勝利 |
| 2013年12月31日                | 電王戦リベンジマッチ                            | 船江恒平五段     | ツツカナ         | 平手     | 棋士         |                                  |
| 2014年3月15日                 | 第3回将棋電王戦                                 | 菅井竜也五段     | 習甦             | 平手     | コンピュータ |                                  |
| 2014年3月22日                 | 第3回将棋電王戦                                 | 佐藤紳哉六段     | やねうら王       | 平手     | コンピュータ |                                  |
| 2014年3月29日                 | 第3回将棋電王戦                                 | 豊島将之七段     | YSS              | 平手     | 棋士         |                                  |
| 2014年4月5日                  | 第3回将棋電王戦                                 | 森下卓九段       | ツツカナ         | 平手     | コンピュータ | 九段に初勝利                     |
| 2014年4月12日                 | 第3回将棋電王戦                                 | 屋敷伸之九段     | ponanza          | 平手     | コンピュータ |                                  |
| 2014年7月19〜20日             | 電王戦リベンジマッチ 激闘23時間                 | 菅井竜也五段     | 習甦             | 平手     | コンピュータ |                                  |
| 2014年12月31日 〜2015年1月1日 | 電王戦リベンジマッチ                            | 森下卓九段       | ツツカナ         | 平手     | 棋士         | 棋士の判定勝ち                   |
| 2015年3月14日                 | 将棋電王戦FINAL                                 | 斎藤慎太郎五段   | Apery            | 平手     | 棋士         |                                  |
| 2015年3月21日                 | 将棋電王戦FINAL                                 | 永瀬拓矢六段     | Selene           | 平手     | 棋士         | コンピュータの反則負け           |
| 2015年3月28日                 | 将棋電王戦FINAL                                 | 稲葉陽七段       | やねうら王       | 平手     | コンピュータ |                                  |
| 2015年4月4日                  | 将棋電王戦FINAL                                 | 村山慈明七段     | ponanza          | 平手     | コンピュータ |                                  |
| 2015年4月11日                 | 将棋電王戦FINAL                                 | 阿久津主税八段   | AWAKE            | 平手     | 棋士         | 2八角を誘う                      |
| 2016年4月9〜10日              | 第1期電王戦                                     | 山崎隆之八段     | ponanza          | 平手     | コンピュータ |                                  |
| 2016年5月21〜22日             | 第1期電王戦                                     | 山崎隆之八段     | ponanza          | 平手     | コンピュータ |                                  |
| 2017年4月1日                  | 第2期電王戦                                     | 佐藤天彦名人     | ponanza          | 平手     | コンピュータ | 現役名人に初勝利                 |
| 2017年5月20日                 | 第2期電王戦                                     | 佐藤天彦名人     | ponanza          | 平手     | コンピュータ |                                  |